# Enzo Selponi

a Compétitions nationales et continentales officielles uniquement.

b Matchs officiels uniquement.
Dernière mise à jour le 26 juin 2024.
Enzo Selponi, né le 16 juin 1993 à Montpellier, est un joueur français de rugby à XV qui évolue au poste de demi d'ouverture.

## Biographie
Enzo Selponi est le fils d'Alain Selponi ancien demi d'ouverture de l'US Carcassonne et du Montpellier HR et le neveu de Sylvain Selponi, ancien talonneur de l'US Carcassonne. 
Il est aussi le cousin germain d'Éric Escande. 
Enfant, il découvre le rugby au Rugby Club Jacou, un village situé au Nord de Montpellier. 
Il rejoint l'effectif espoir du Montpellier HR lors de la saison 2011-2012. Il devient champion de France espoir élite en mai 2013 avec le MHR, puis le 4 septembre 2013, il joue son premier match avec l'équipe professionnelle dans le cadre du Top 14 face à l'Union Bordeaux Bègles.
En 2015, en manque de temps de jeu dans le club héraultais, Enzo Selponi s'engage avec l'USA Perpignan.
En 2019, il rejoint le FC Grenoble et forme une nouvelle charnière avec son cousin Éric Escande.
En juin 2021 il rejoint le club de Provence Rugby à Aix-en-Provence. 
En 2024, il s'engage au Biarritz olympique.

## Palmarès
- Champion de France espoir en 2013 avec le Montpellier Hérault rugby.
- Champion de France de Pro D2 en 2018 avec l'USA Perpignan